# Nijs Korevaar
Nijs Cornelis Korevaar (* 31. Dezember 1927 in Mijnsheerenland, Niederlande; † 1. Dezember 2016 in Altendorf SZ, Schweiz) war ein niederländischer Wasserballspieler. Mit der niederländischen Nationalmannschaft wurde er Olympiadritter 1948 und Europameister 1950.

## Sportliche Karriere
Nijs Korevaar spielte für den DZV Merwede. Später wechselte der Defensivspezialist in die Schweiz und spielte beim Schwimmclub Horgen, dem Schweizer Rekordmeister.
1947 belegte die niederländische Mannschaft bei der Europameisterschaft in Monte Carlo den fünften Platz unter zehn Mannschaften, wobei die Niederländer mit 18 Treffern hinter Europameister Italien die zweitmeisten Tore erzielten. Bei den Olympischen Spielen 1948 in London gewann die niederländische Mannschaft zunächst ihre Vorrunden- und dann auch ihre Zwischenrunden- und Halbfinalgruppe. In die Finalrunde nahmen die Niederländer ein Unentschieden gegen Belgien aus der Halbfinalrunde mit. Nach einem weiteren Unentschieden gegen Ungarn und einer 2:4-Niederlage gegen Italien erhielten die Niederländer die Bronzemedaille. Nijs Korevaar warf insgesamt vier Tore, davon zwei beim 5:3 gegen Schweden.
Zwei Jahre später fand in Wien die Europameisterschaft 1950 statt. Jede der sieben teilnehmenden Mannschaft trat gegen jede andere Mannschaft an. Die Niederländer gewannen alle sechs Spiele und warfen 58 Tore bei 16 Gegentreffern. Damit wurden sie Europameister vor den Schweden und den Jugoslawen. Der Europameistertitel blieb bis heute (Stand 2021) der einzige Titel für die niederländische Männer-Nationalmannschaft. 1952 bei den Olympischen Spielen in Helsinki erreichten die Niederländer in der Vorrunde den zweiten Platz hinter den Jugoslawen, wobei die beiden Mannschaften zweimal gegeneinander antraten und je einmal gewannen. In der Zwischenrunde belegten die Niederländer den dritten Platz hinter den Ungarn und den Jugoslawen. Damit mussten die Niederländer in der Platzierungsrunde für die Plätze 5 bis 8 antreten und erreichten dort den fünften Platz. In neun Spielen erzielte Nijs Korevaar insgesamt drei Tore. 1954 belegte Nijs Korevaar mit der niederländischen Mannschaft den vierten Platz bei der Europameisterschaft in Turin hinter den Mannschaften aus Ungarn, Jugoslawien und Italien.
Jan Jaap Korevaar, der Sohn von Nijs Korevaar, spielte bei den Olympischen Spielen 1980.